# Skylar Grey
Holly Brook Hafermann (født 23. februar 1986), kendt professionelt som Skylar Grey, er en multiinstrumentalist og singer-songwriter. Grey fik oprindeligt pladekontrakt med Machine Shop Recordings under kunstnernavnet Holly Brook, hvor hun udgav sit debutalbum, Like Blood Like Honey, i 2006. Hun var efterfølgende med til at skrive tre versioner af succesen "Love the Way You Lie" (for Eminem og Rihanna) med Alex da Kid, der underskrev hende til sit pladeselskab KIDinaKORNER. Hun var gæstesanger og medvirkende på Fort Minors "Where'd You Go" og "Be Somebody", Diddy – Dirty Moneys "Coming Home", Dr. Dres hitsingle "I Need a Doctor", Lupe Fiascos "Words I Never Said" og Kaskades "Room for Happiness".
Hun udgav sit studiealbum, Don't Look Down, den 5. juli 2013, hvilket blev hendes helt store gennembrud – bl.a. med sangene "C'mon Let Me Ride", "Final Warning", "White Suburban" og "Back from the Dead". I september 2013 medvirkede hun på sangen "The Last Day" på Mobys album Innocents, og så udgav hun sin egen af Daft Punks "Get Lucky". Grey gæsteoptræder også på sangen "Asshole" fra Eminem album The Marshall Mathers LP 2.
Skylar Grey har tidligere sagt at hendes inspiration er Garbage, Joni Mitchell, Radiohead, Marilyn Manson, Bob Dylan, Neil Young, Sarah McLachlan og Death Cab for Cutie.

## Diskografi
- Like Blood Like Honey (2006)
- Don't Look Down (2013)
- Natural Causes (2016)